# La Mutuelle générale
La Mutuelle générale (LMG) est une mutuelle française créée en 1945. Elle exerce trois activités, la santé, la prévoyance et les services à la personne sur les marchés dits de l’individuel (particuliers) et du collectif (entreprises) et assure plus de 1,4 million de personnes en 2024. 

## Histoire
En 1945, la Mutuelle générale des PTT (MGPTT) naît du regroupement de 7 sociétés de secours mutuels. En 1947, la MGPTT se voit confier la gestion déléguée du régime obligatoire de Sécurité sociale des agents des PTT.
En 1991, les PTT se scindent en deux entreprises publiques : La Poste et France Télécom. La MGPTT conserve la gestion de l’assurance maladie des fonctionnaires des 2 groupes. En 1995, la MGPTT s’ouvre aux membres de la famille de ses adhérents. En 2000, la MGPTT devient « Mutuelle générale (MG) » et propose des contrats collectifs aux entreprises de tous secteurs. En 2005, La Mutuelle générale ouvre ses statuts à l’ensemble des particuliers et devient une mutuelle interprofessionnelle.
En 2008, l’ouverture interprofessionnelle de La Mutuelle générale se concrétise par le lancement d’une complémentaire santé destinée aux particuliers : monchoix.santé. En 2009, La Mutuelle générale créé une offre 100 % Internet : e-lamutuellegenerale.fr
À la suite de l'obligation de fournir aux fonctionnaires un contrat santé collectif, la Mutuelle générale est désignée en 2011 pour gérer le contrat collectif de couverture santé et prévoyance des fonctionnaires de La Poste, le plus gros contrat collectif français.
En septembre 2014, des pourparlers de fusions sont annoncés entre avec Malakoff Médéric et La Mutuelle générale. En mai 2016, les pourparlers de fusions entre les deux groupes ont échoué.
En octobre 2017, après l'ouverture du marché à la concurrence, La Mutuelle générale remporte l'appel d'offres pour la protection santé des 40 000 fonctionnaires d'Orange,.
En novembre 2017, La Mutuelle générale annonce chercher à mettre en place un partenariat avec un grand groupe, dans un contexte de concentration de l’assurance santé et pour élargir son offre de services.
En mars 2018, La Mutuelle générale annonce avoir fait le choix de déléguer complètement la gestion du régime obligatoire de 500 000 de ses adhérents à la Caisse nationale d’assurance maladie (Cnam).
En 2024, La Mutuelle générale assure plus de 1,4 million de personnes.

## Activités
Les activités de La Mutuelle générale incluent la protection sociale complémentaire, la prévention santé, des services, des centres de soins et une fondation d’entreprise.

### Protection sociale complémentaire
La particularité de La Mutuelle générale depuis sa création est de proposer une approche globale de la protection des personnes. Les garanties prévoyance, notamment, étaient incluses dans l’ensemble des contrats santé individuels de ses premiers adhérents.
La Mutuelle générale propose aussi une couverture pour les travailleurs indépendants, dont le nombre explose en France depuis 10 ans. La Poste propose par exemple aux coursiers Stuart de souscrire à une complémentaire créée par La Mutuelle générale.
En 2020, La Mutuelle générale élargit son offre de prévoyance, avec une offre collective dédiée au TPE et PME jusqu’à 99 salariés.
En septembre 2020, La Mutuelle générale a lancé une activité de services, Flex.

### Prévention santé
Outre l’assurance santé et la prévoyance elles-mêmes, La Mutuelle générale développe des programmes de prévention santé pour accompagner ses adhérents individuels et collectifs en fonction de leurs situations, avec l’appui d'experts, par exemple en sevrage tabagique, nutrition, prévention des accidents de la vie courante chez les enfants. Elle leur vient également en aide en cas de difficulté à travers son fonds d'action sociale.

### Centres de santé
Elle possède deux centres de santé situés à Paris (13e et 15e arrondissement) qui reçoivent plus de 80 000 patients par an.

### Services aux entreprises
En septembre 2020, la Mutuelle générale lance une plateforme numérique de service distincte de ses activités d’assurance nommée Flex. Cette plateforme permet aux entreprises de proposer à leurs salariés différents services comme de l’aide aux devoirs, des services à la personne, un portail de loisirs, un assistant personnel, de l’e-formation aux gestes de premiers secours ou de la télé-consultation médicale.
IA
Talan et La Mutuelle Générale ont créé le « Lab IA », un programme innovant qui utilise les technologies génératives pour moderniser l’assurance santé. Ce projet vise à encourager l’innovation dans divers domaines comme les produits, les services, les ressources humaines et l’organisation. En exploitant les données de La Mutuelle Générale, le « Lab IA » développe des services d’assurance sur mesure, améliore l’efficacité des processus internes et renforce la capacité d’innovation pour relever les défis actuels et futurs du secteur, tout en respectant les réglementations en vigueur.

## Partenariats
La Mutuelle générale noue des partenariats avec des acteurs partageant sa vision de la protection sociale :  
- En février 2011, elle a créé une coentreprise avec La Banque postale nommée La Banque postale Assurance Santé.
- En septembre 2014, des pourparlers de fusions sont annoncés entre Malakoff Médéric et La Mutuelle générale. En mai 2016, les pourparlers entre les deux groupes échouent[20].
- La Mutuelle générale s'investit en 2017 aux côtés de WeShareBonds dans le financement des PME françaises[21],[22],[23], en prêtant systématiquement aux PME sélectionnées par la plateforme de financement participatif. En novembre, la start-up boucle une levée de fonds de 12 millions d'euros[24],[25].
- En 2017 également, La Mutuelle générale s'associe à la Fondation du Risque et à deux laboratoires de l’université Claude-Bernard-Lyon-I pour créer une chaire de recherche destinée à répondre, sous cinq ans, à la question de la soutenabilité économique de la prévention[26],[27],[28].
- En 2020, la Mutuelle générale s’associe avec l’école Kedge[29] Business School et le cabinet DB&A pour créer une école de management pour ses 270 managers.
- En 2024, un partenariat entre CNP Assurances et La Mutuelle Générale a été communiqué officiellement[30].

## Organisation

### Statut
La Mutuelle générale est une société régie par le Livre II du code de la mutualité. Société de personnes à but non lucratif, elle n’a pas d’actionnaires à rémunérer. Sa gouvernance est assurée par des instances représentatives de ses sociétaires.

### Gouvernance
La gouvernance de La Mutuelle générale est organisée autour de trois instances :
- L’Assemblée générale de La Mutuelle générale est composée de 360 délégués élus par les sociétaires. Il s’agit de l’instance souveraine qui définit les grandes orientations de la mutuelle.
- Le conseil d'administration, composé de 28 membres, est élu par l'Assemblée.
- Le bureau national (et son comité exécutif de 5 membres) assure la gouvernance opérationnelle.

Patrick Sagon est le président de La Mutuelle générale depuis 2007. Il a été reconduit dans ses fonctions en 2013. Christophe Harrigan en est le directeur général depuis le 5 octobre 2017,.

### Composition du comité exécutif
- Président : Patrick Sagon
- Directeur général : Christophe Harrigan
- Directeur général adjoint Développement, Marketing: Frédéric Rousseau[34],[35]
- Directeur général adjoint Ressources humaines, Projets et Prévention Santé: Stéphane Gannac[36]
- Directeur général adjoint technique et finance: Arnaud Lherbière[37]
- Secrétaire général opérationnel: Serge Marcante[29]
- Directeur des systèmes d’information : Éric Daguet[38]
- Directrice marketing et vente directe : Isabelle Leroy[39]
- Directeur des Opérations Client: Stéphane Poulard
- Directeur Communication et RSE: Christophe Morange[40]

## Chiffres clés
Les principaux chiffres-clé à fin 2019, : 
- 3e mutuelle française[43]
- 1 500 000 personnes protégées
- 9 200 entreprises clientes
- Chiffre d'affaires HT: 1,260 milliard €
- Résultat net : 6,4 millions € (après impôts)
- Fonds propres : 658 millions €
- Ratio de solvabilité : 285%